# Giuseppe Zamboni (Romanist)
Giuseppe Zamboni (* 28. Juni 1903 in Sankt Petersburg; † 10. Dezember 1986) war ein italienischer Germanist und Italianist.

## Leben und Werk
Giuseppe Zamboni (nicht zu verwechseln mit dem gleichnamigen Philosophen, 1875–1950), hatte eine deutsche Mutter und studierte in Florenz Germanistik (Promotion 1927 über Barthold Heinrich Brockes, in: Atti del Reale Istituto Veneto di Scienze, Lettere ed Arti 90, 1930–1931, S. 879–945). Er wurde 1936 Gastdozent für Italienisch in Leipzig, ab 1940 Professor. 1943 wurde er Kulturreferent der Botschaft der Italienischen Sozialrepublik in Berlin. Nach dem Krieg lehrte er bis 1949 an der Scuola Normale di Pisa, ging dann als Lektor nach Basel und wurde dort 1962 persönlicher ordentlicher Professor für italienische Literatur. Zamboni hinterließ dem Romanischen Seminar Basel 8000 Bände.

## Werke (Auswahl)
- Goethe. Vorwort von Enzo Borrelli. Florenz 1933, 1942.
- Problemi nietzscheani nella Germania attuale. Bologna 1935.
- (Hrsg.) Poeti tedeschi contemporanei. Leipzig 1939.
- (Übersetzer) Benedetto Croce: Europa und Deutschland. Bekenntnisse und Betrachtungen. Bern 1946.
- (Hrsg.) Ognuno. Il dramma della morte del ricco, rinnovata da Hugo von Hofmannsthal. Florenz 1946.
- (Übersetzer) Eugenio Garin: Der italienische Humanismus. Bern 1947.
- Appunti del Corso di letteratura francese. Universita di Pisa. Anno accademico 1946–47, 1947–48, (1948–49, hrsg. von Ezio Benedetti), Pisa 1947, 1948, 1949.
- (Hrsg. mit Sergio Baldi und Carlo Pellegrini) Antologia delle letterature straniere. 2 Bände. Messina/Florenz 1947–1948; 1953.
- Die italienische Romantik. Ihre Auseinandersetzung mit der Tradition. Krefeld 1953.
- (Übersetzer) Walther von der Vogelweide: Poesie. Introduzione, traduzione e note. Florenz 1963.
- Michelangelo als Dichter. Basel 1965.